# Kaznodzieja nadworny
Kaznodzieja nadworny – urząd dworski I Rzeczypospolitej, pomocnik kapelana w pracy duszpasterskiej.

## Kaznodzieje
- Andrzej Bobola
- Wawrzyniec z Przasnysza